# Эберхард I фон Габсбург
Эберхард I фон Габсбург (ум. 1284) — граф Кибурга и сеньор Фрибура с 1271 (по правам жены).
Сын Рудольфа I Молчаливого (ум. 1249), графа фон Габсбург-Лауфенбург, и его жены Гертруды фон Регенсберг.
Родился около 1235 года. После смерти отца, несмотря на то, что был 4-м сыном, получил в наследство какие-то земли (в исторических книгах XIX века называется графом Габсбурга, ландграфом в Цюрихгау). Вероятно потому, что один из братьев избрал духовную карьеру (Рудольф, епископ Констанца (1274—1293), двое других умерли в молодом возрасте.
В 1271 году (между 30 октября и 12 декабря) женился на Анне фон Кибург, дочери и наследнице графа Гартмана V фон Кибурга и Елизаветы де Шалон (возможно, Анна была его второй женой). Этот брак был устроен благодаря ландграфу Эльзаса Рудольфу IV фон Габсбургу — будущему императору, который являлся опекуном Анны и по матери приходился племянником её отцу. Он объявил себя ландграфом Кибурга и отстоял эти владения от притязаний вдовы (второй жены) Гартмана V Маргариты Савойской и её родственника графа Петра Савойского (война 1265-1267). Рудольф IV и Эберхард Габсбурги — двоюродные братья.
Чтобы рассчитаться с кредитами, взятыми под большие проценты, в 1277 году (25 ноября) Эберхард I и его жена Анна  продали королю город Фрибур за 3040 марок серебра. До этого в счёт долга в 4000 марок они ему же передали ещё несколько сеньорий. По поводу продажи Фрибура анналист Кольмара говорит, что граф Савойи охотно заплатил бы за него 9 тысяч марок, то есть сделка была политической и в некоторой степени вынужденной.
Дети:
- Гартман I (ум. 29.03.1301), граф Кибурга, до 1292 несовершеннолетний, находился под опекой своего дяди епископа Констанца Рудольфа Габсбурга.
- Маргарита (ум. 1333), с 1290 г. жена графа Дитриха VI фон Клеве.

От неизвестной любовницы у Эберхарда фон Габсбурга был незаконнорожденный сын Петер — фогт в Олтингене.